# Theo Helfrich

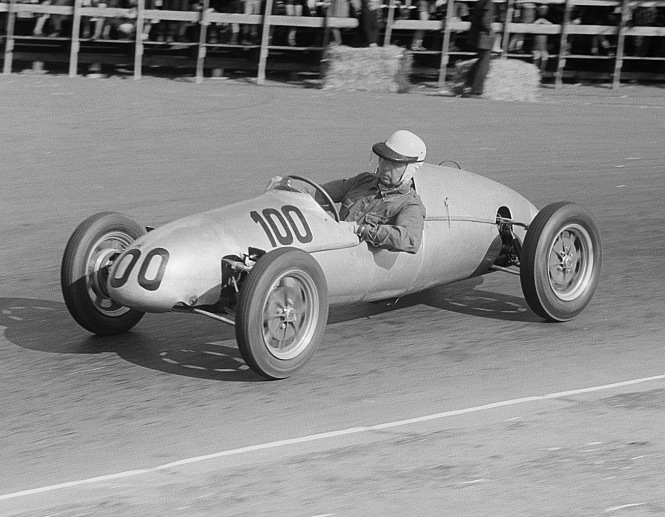
Helfrich te Leipzig in 1954

Theo Helfrich (13 mei 1913 - 29 april 1978) was een Formule 1-coureur uit Duitsland. Hij nam tussen 1952 en 1954 deel aan 3 Grands Prix voor de teams Veritas en Klenk waarin hij geen punten scoorde.